# Maculobates ventroacutus
Maculobates ventroacutus är en kvalsterart som beskrevs av Hammer 1971. Maculobates ventroacutus ingår i släktet Maculobates och familjen Liebstadiidae. Inga underarter finns listade i Catalogue of Life.